# Oberndorf (Obervorschütz)
Oberndorf ist eine Wüstung auf der Gemarkung von Obervorschütz, einem Stadtteil von Gudensberg im Schwalm-Eder-Kreis in Nordhessen.
Die Siedlung lag in der heutigen Flur Oberndorf, zweieinhalb Kilometer südwestlich der Kernstadt Gudensberg zwischen Obervorschütz und Dorla, rund 700 m nordwestlich des jüdischen Friedhofs von Obervorschütz, auf etwa 190 m über NHN auf einem Hügel am Wellbächen. Sie wurde 1209 als Hoverenthorp und Hoverentorp erstmals urkundlich erwähnt.  Es handelte sich vermutlich um einen größeren Hof, um den sich mehrere Katen gruppierten: 1260 wurde der Ort als predium (Landgut), 1338 als villa bezeichnet.
Neben dem St. Petri-Stift in Fritzlar hatten im Laufe der Zeit auch andere geistliche und weltliche Grundherren Besitz in Oberndorf, so das Kloster Haina, der Deutsche Orden, verschiedene Fritzlarer Stiftsherren, sowie die Herren von Elben, von Hebel und von Wolfershausen.
Spätestens im Jahre 1403 war der Ort dann wüst gefallen; er mag im Jahre 1387 bei dem Feldzug des Mainzer Erzbischofs Adolf I. gegen Landgraf Hermann II. von Hessen zerstört worden sein, als Mainzer Truppen am 2. September Gudensberg und die dortige Wenigenburg niederbrannten und auch bis Obervorschütz vordrangen, oder im folgenden Jahr, als die Mainzer alles zerstörten, was im Vorjahre der Verwüstung entgangen war. Heute wird das Gelände mit seinem fruchtbaren Lössboden landwirtschaftlich genutzt. 
Im Bereich der Wüstung wurden karolingerzeitliche Keramikreste gefunden, die im Hessischen Landesmuseum in Kassel und im Geschichts- und Heimatmuseum im Regionalmuseum-Hochzeitshaus in Fritzlar aufbewahrt werden.